# US Sinnamary
El US Sinnamary es un equipo de fútbol de la Guayana Francesa que milita en la Campeonato Nacional de la Guayana Francesa, la liga de fútbol más importante del territorio.

## Historia
Fue fundado en el año 1952 en la ciudad de Sinnamary y ha sido campeón de la Campeonato Nacional en 3 ocasiones, 4 copas locales y 1 copa DOM.
A nivel internacional ha participado en 3 torneo continentales, donde su mejor participación ha sido en la Copa de Campeones de la Concacaf del año 1994, en la que fue eliminado en la Segunda Ronda por el Club Franciscain de Martinica.

## Palmarés
- Campeonato Nacional de la Guayana Francesa: 3

1993, 1994, 1997
- Copa de la Guayana Francesa: 3

1995/96, 1997/98, 2001/02
- - Finalista: 1

1998/99
- Copa DOM: 1

1993
- Copa de la Municipaldad de Kourou: 1

1983/84
- Copa Regional de Francia: 1

1994
- - Finalista: 1

2006

## Participación en competiciones de la Concacaf
- Copa de Campeones de la Concacaf: 3 apariciones

1994: segunda ronda
1995: primera ronda
1996: primera ronda

## El equipo en la estructura del fútbol francés
- Copa de Francia: 1 aparición

1994/95